# بيت دبوان (حزم العدين)

تعديل مصدري - تعديل

بيت دبوان محلة تابعة لقرية حجافة، التابعة لعزلة حقين بمديرية حزم العدين إحدى مديريات محافظة إب في الجمهورية اليمنية، بلغ تعداد سكانها 65 حسب تعداد اليمن لعام 2004.